# Île Fourchue
Île Fourchue (oude naam: Five Islands) is een onbewoond privé-eiland behorend bij Saint-Barthélemy. Het bevindt zich ongeveer 5 km ten noordwesten van het hoofdeiland. Sinds 1996 is het een onderdeel van het natuurreservaat van Saint-Barthélemy.

## Geschiedenis
Tijdens de Zweedse periode van Saint-Barthélemy (1784-1877) behoorde Île Fourchue tot Zweden, maar werd niet bestuurd door de hoofdplaats Gustavia, en werd de facto gebruikt door piraten, smokkelaars en illegale slavenhandelaars.
In de zomer van 1821 werd een Amerikaans brik met 380 slaven gekaapt door een Colombiaans piratenschip. Het gekaapte schip werd naar Île Fourchue geleid waar de slaven werden overgeladen. Vervolgens werd het schip verkocht in Gustavia. De Amerikaanse consul schreef een brief aan John Quincy Adams, de minister van buitenlandse zaken, waarin hij aangaf dat het schip met Amerikaanse vlag de haven binnenkwam, en door de havenmeester werd geïnspecteerd. Er werd tevens nog een ander gekaapt schip verwacht.

## Overzicht
Île Fourchue is omringd door heuvels die het gevolg zijn van een ingestorte caldeira. Het eiland is kaal met alleen struikgewas en cactussen, omdat verwilderde geiten bezit hebben genomen van het eiland. Er zijn afmeerboeien in de baai voor de schepen, en een rotsachtig strandje. Het eiland wordt voornamelijk gebruikt voor snorkelen en duiken, en er zijn koraalriffen en zeegrasbedden in de baai.
Île Fourchue is vrij te bezichtigen, maar een marineparkvergunning is verplicht. Er is een klein huisje op het eiland, het is onduidelijk wie daarvan eigenaar is.

## Galerij

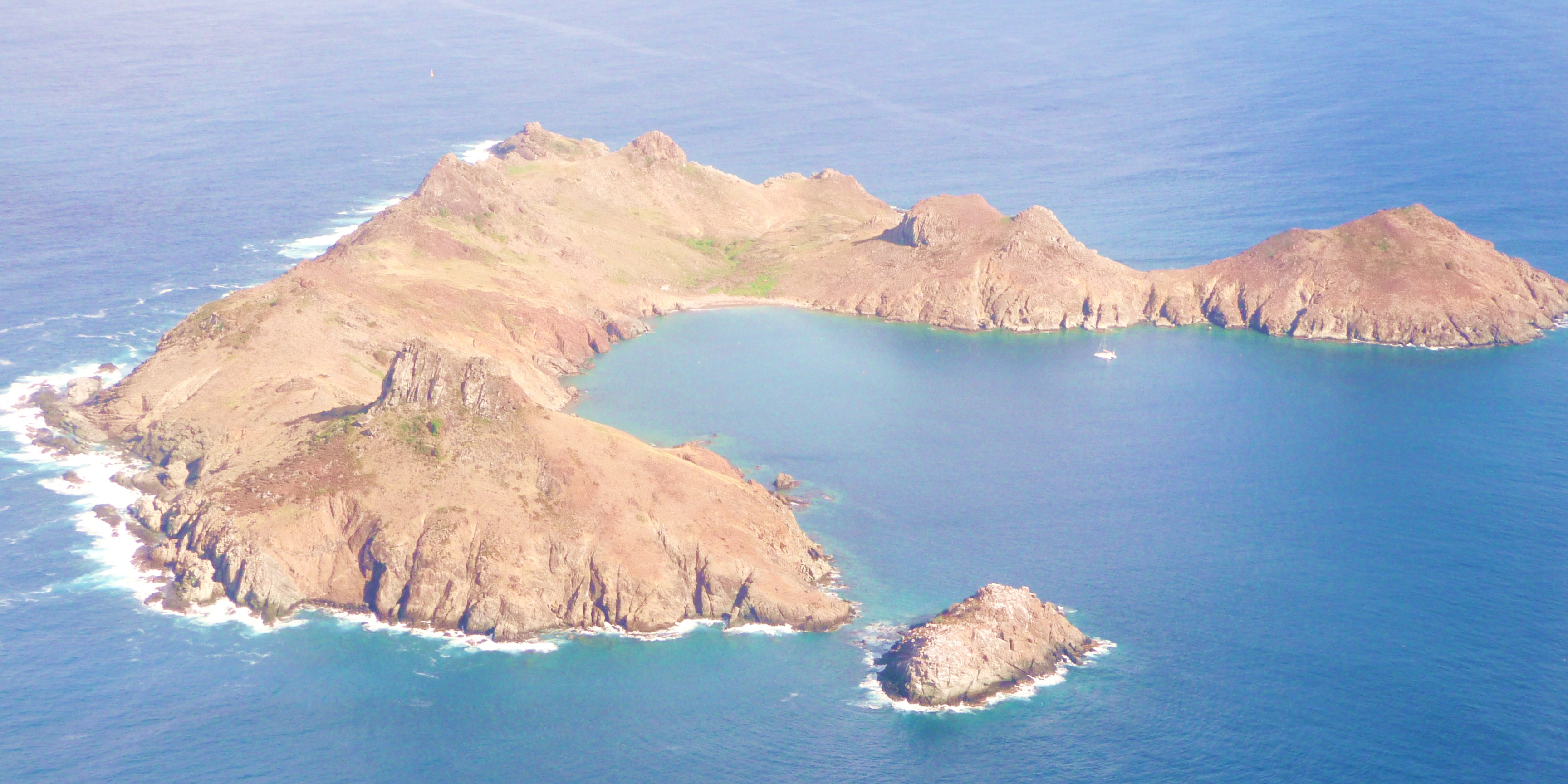
Luchtfoto van Île Fourchue
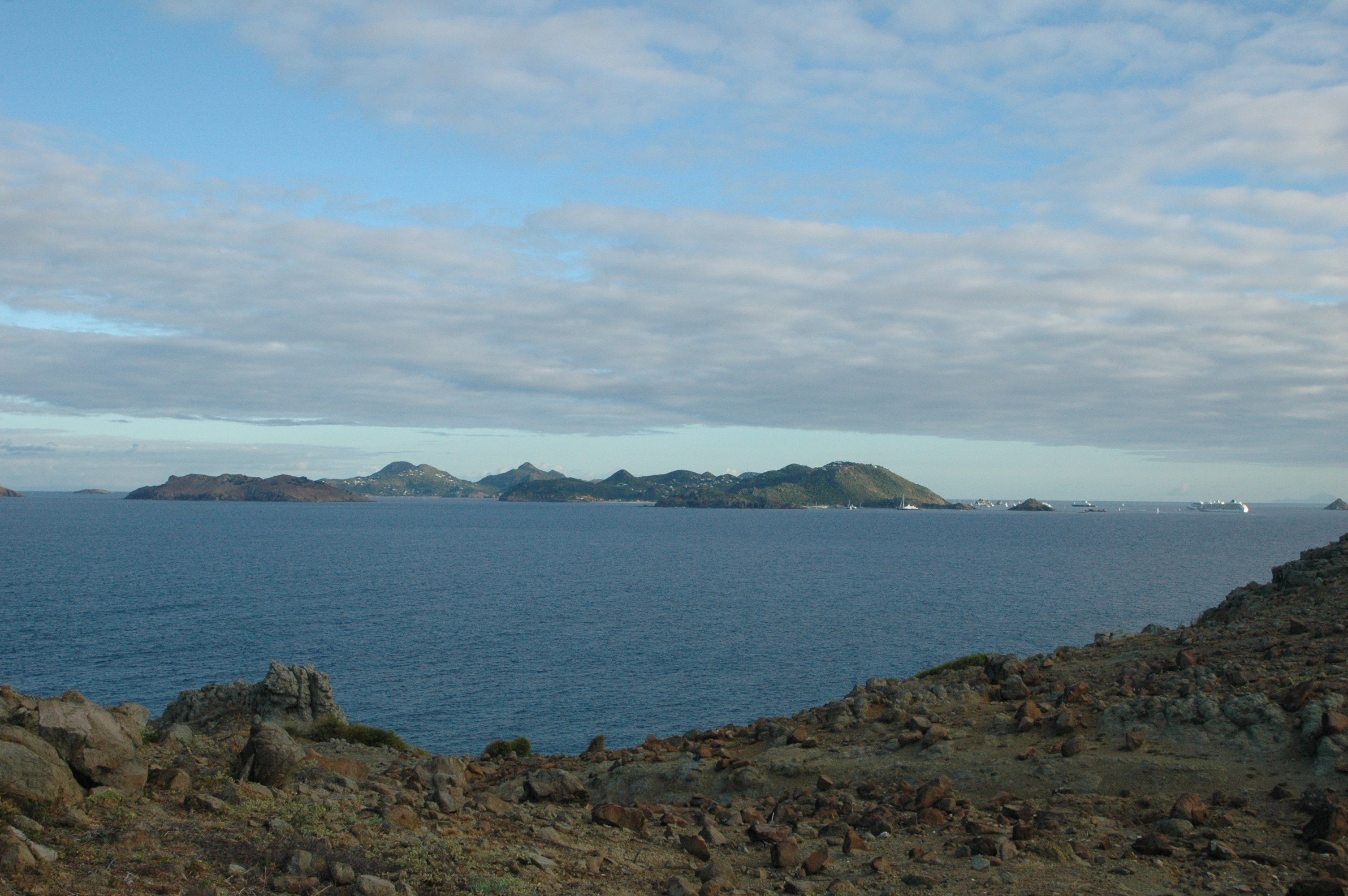
Saint-Barthélemy gezien vanaf Île Fourchue
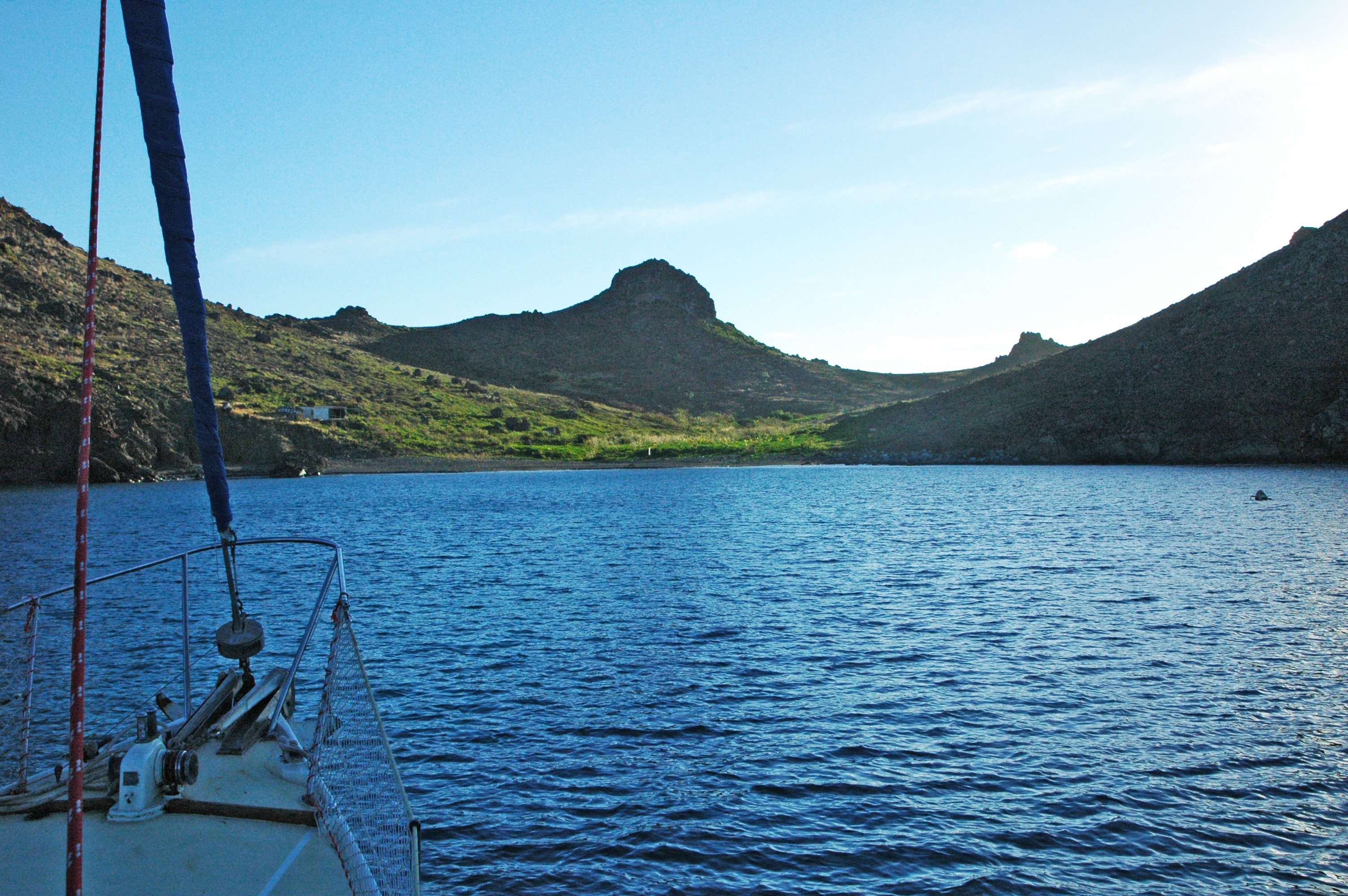
Île Fourchue gezien vanaf de baai